# .je
.je est le domaine de premier niveau national (country code top level domain : ccTLD) réservé à Jersey.